# Rode hoornpapaver

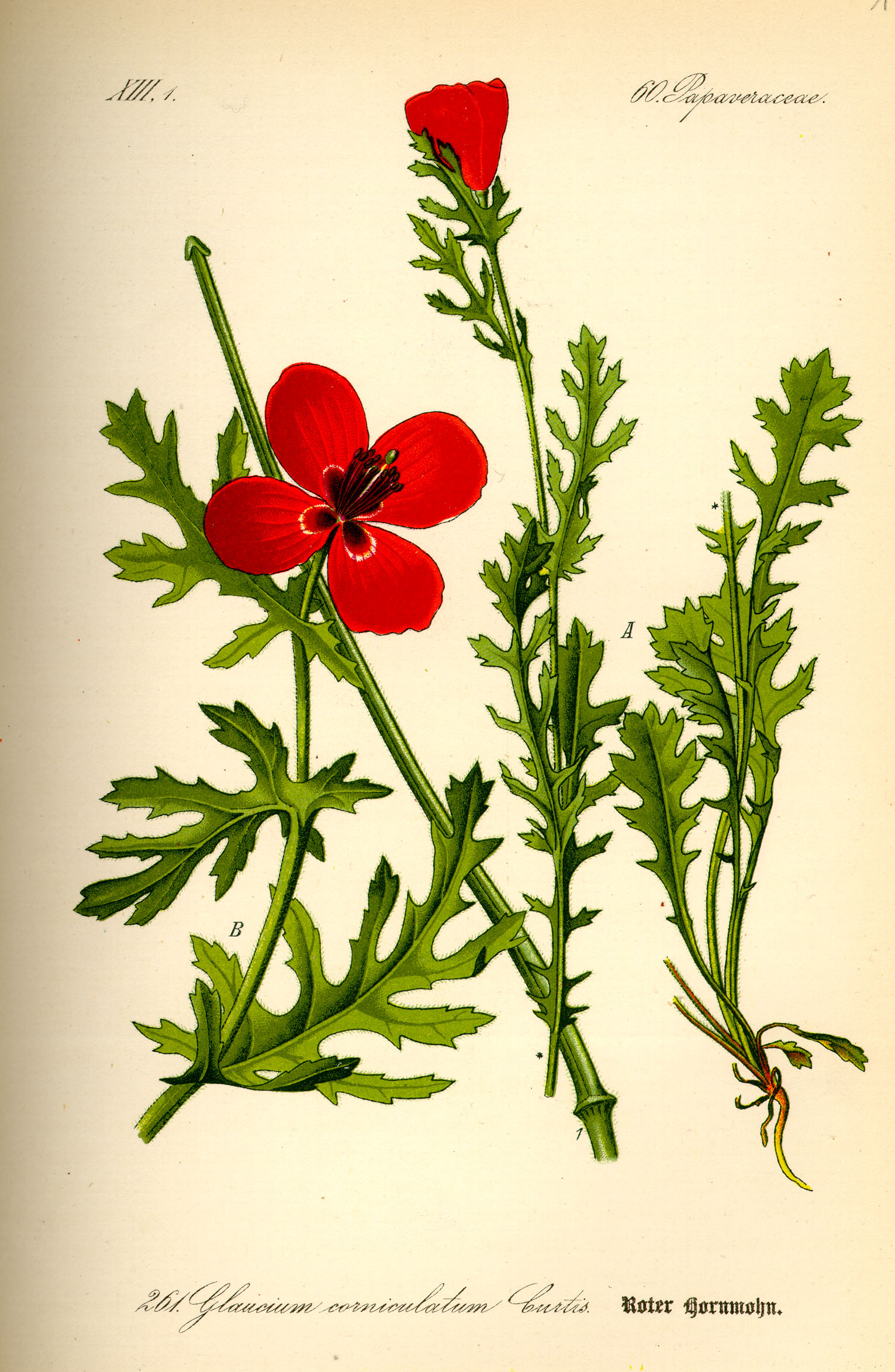

De rode hoornpapaver (Glaucium corniculatum) is een eenjarige of tweejarige plant uit de papaverfamilie (Papaveraceae). Het is een plant van open grond, in gebergten op hellingen tot 1600 m hoogte. De plant komt van nature voor in Zuidwest-Europa, op het Iberisch Schiereiland, in Zuidwest-Azië en in Noord-Afrika. In Noord-Amerika is de soort geïntroduceerd.
De tot 50 cm hoge plant heeft aan de vertakte stengels tot 25 cm lange grijsgroene bladeren. Deze bladeren zijn zeven- tot negenvoudig gelobd.
De rode, soms oranje bloemen hebben 5 cm grote kroonbladen en 1,5–3 cm grote kelkbladen, die bij het begin van de bloei afvallen. De kroonbladen hebben vaak een tot 4 cm grote zwarte vlek aan de voet. De doosvrucht is recht of licht gebogen. De bloeiperiode valt aan het eind van de lente en het begin van de zomer.
... · G. corniculatum · G. fimbrilligerum · G. flavum (Gele hoornpapaver) · ...